# مشهد ريشترسفيلد الثقافي والنباتي

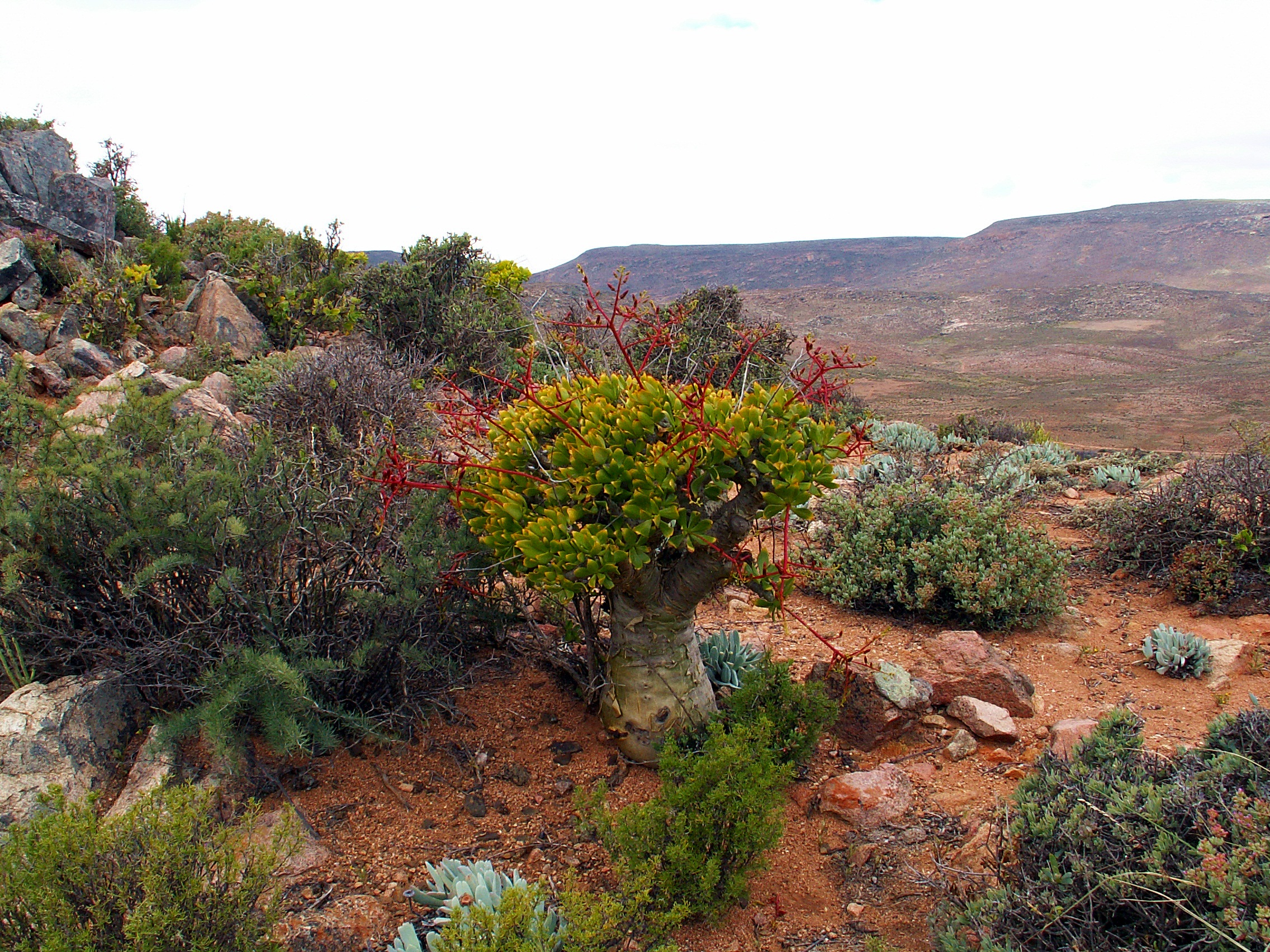
الحديقة الوطنية في صحراء ريشترسفيلد

صحراء ريشترسفيلد (بالإنجليزية:Richtersveld desirt) هي صحراء جبلية تتميز بطرقها الوعرة وجبالها العالية، تقع الصحراء في شمال مقاطعة الكاب في جنوب أفريقيا، ما يلاحظ في صحراء ريشترسفيلد هو التغيير في مشاهد الصحراء حيث السهول الرملية المسطحة، إلى الجبال الصخرية الحادة من الصخور البركانية، إلى الخضرة عند نهر أورانج الذي يشكل الحدود مع ناميبيا، يتراوح ارتفاع الصحراء من حوالي 60 م (أقل من 200 قدم) في أقصى شمالي الصحراء على طول نهر أورانج، إلى 1377 متر (4518 قدما) في جنوب كورنبيرج للوسط من البلاد.
تعتبر صحراء ريشترسفيلد منطقة قاحلة تمثل المناظر الطبيعية القاسية حيث تندر المياه، وعلى الرغم من هذا، تعتبر الصحراء موطنا للتنوع البيولوجي على هذه الأرض القاحلة، مع اشكال متنوعة من النباتات والطيور والحيوانات.
تشكل صحراء ريشترسفيلد المكان المفضل للمسافرين الذين يبحثون عن الطبيعة في جنوب أفريقيا، وعلى الرغم من الصحراء هي أرض قاحلة وجرداء للوهلة الأولى، إلا أن التعمق فيها يكشف عن أن المنطقة غنية بأشكال الحياة في الصحراء، مع مجموعة من الأنواع النادرة التي استطاعة أن تكييفها أجل البقاء، درجات الحرارة القصوى في الصيف يمكن أن تصل إلى أكثر من 50 درجة مئوية، أما المطر هو نادر الحدوث .
أعلن أن الجزء الشمالي من الصحراء حديقة وطنية في عام 1991 بعد 18 عاما من التفاوض مع شعب ناما المحلي، والذين ما زالوا يعيشون ويرعي مواشيهم في الصحراء، وتبلغ مساحتها 1,624 كيلومترا مربعا.

## معرض

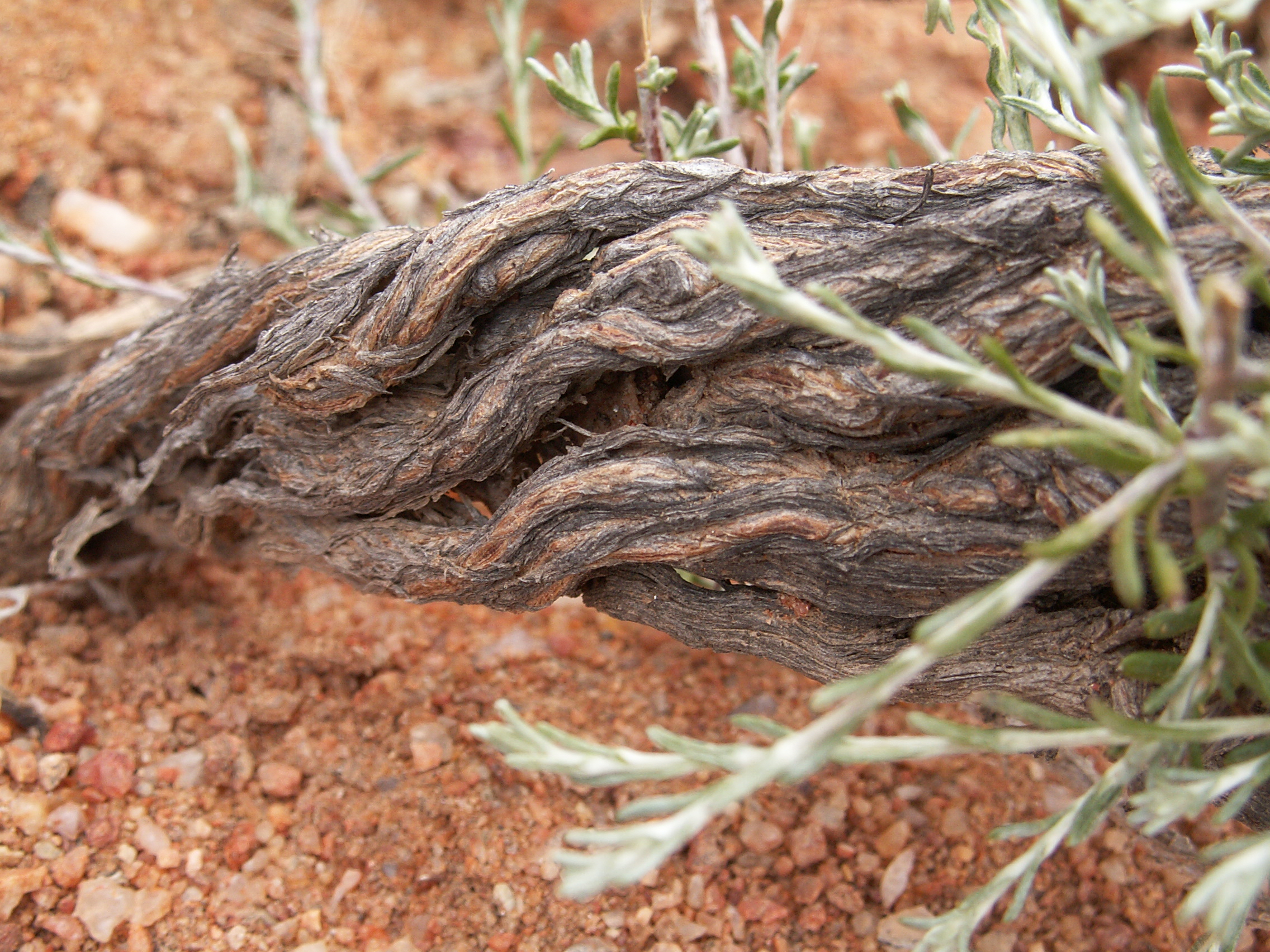
أزهار برية
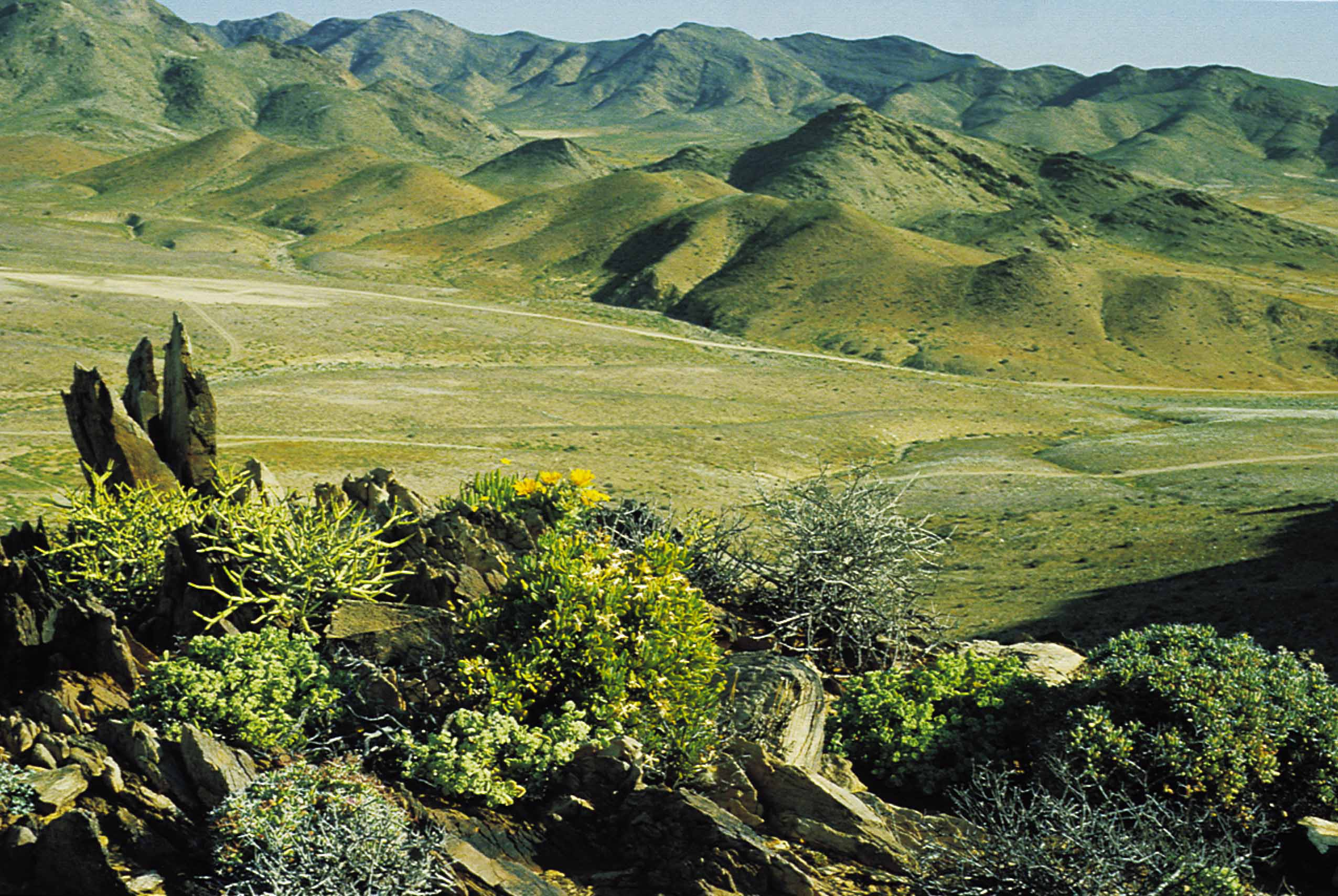
غطاء نباتي وجبال ريتشرسفيلد
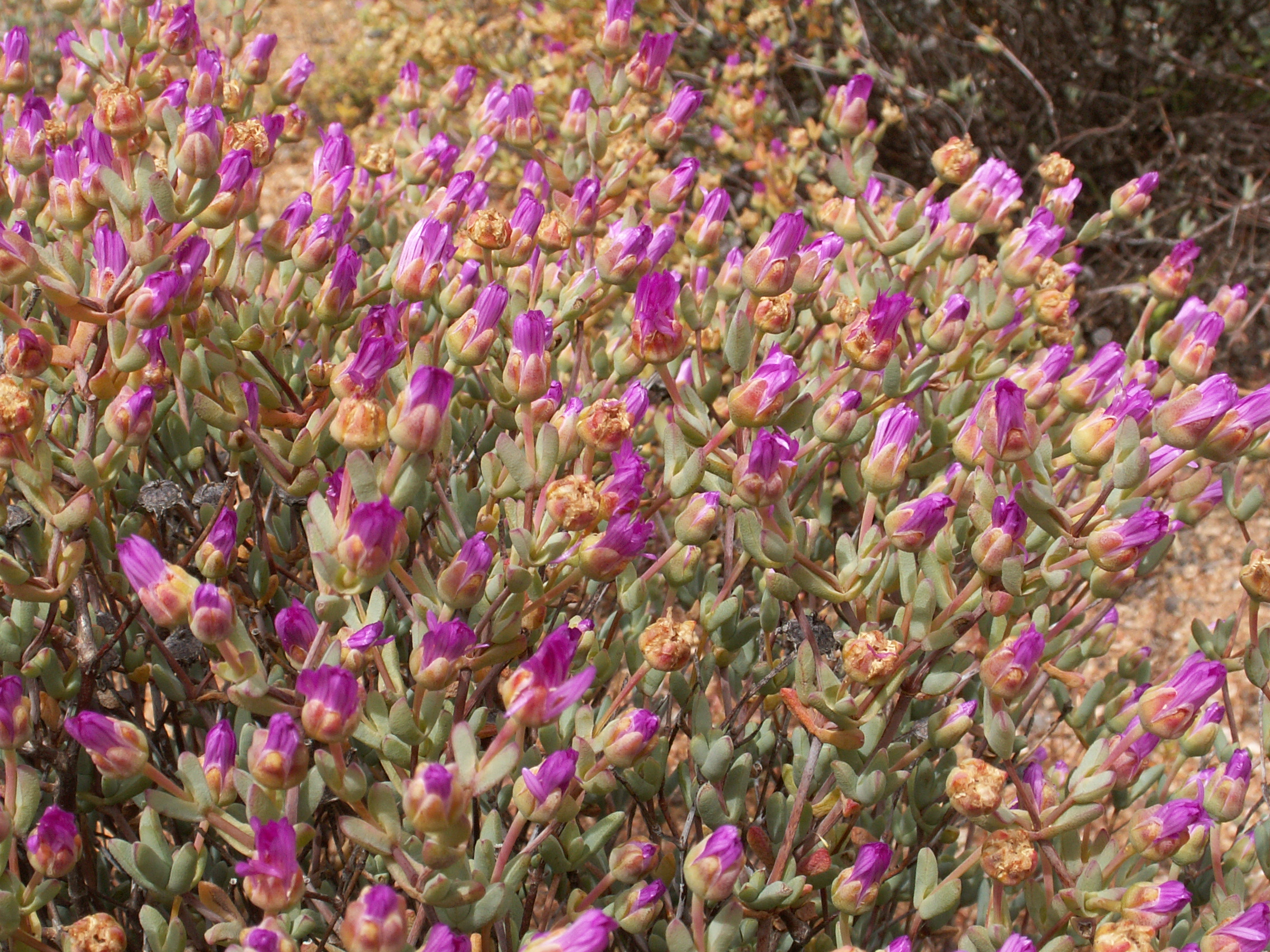
أزهار برية
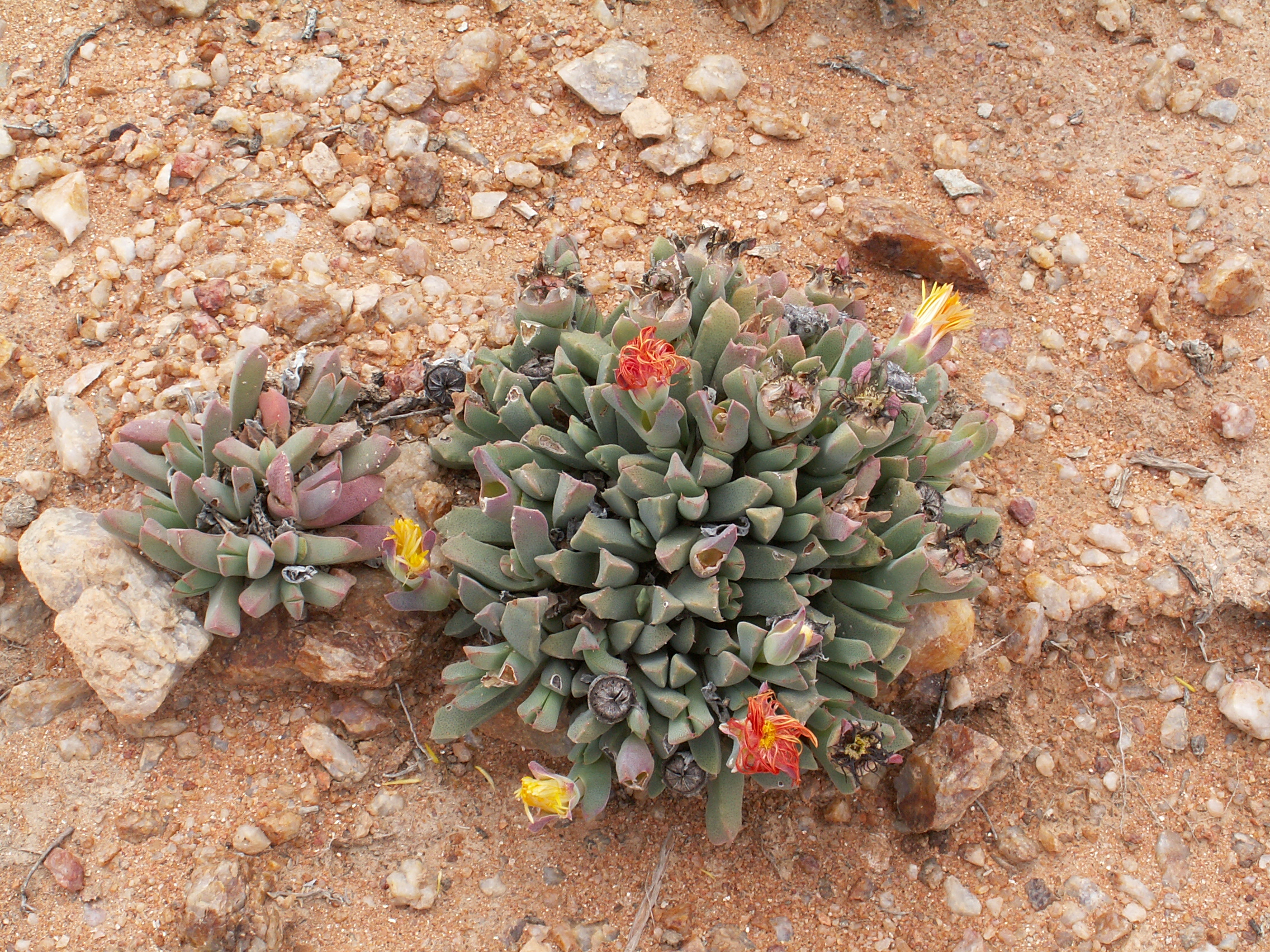
ازهار برية
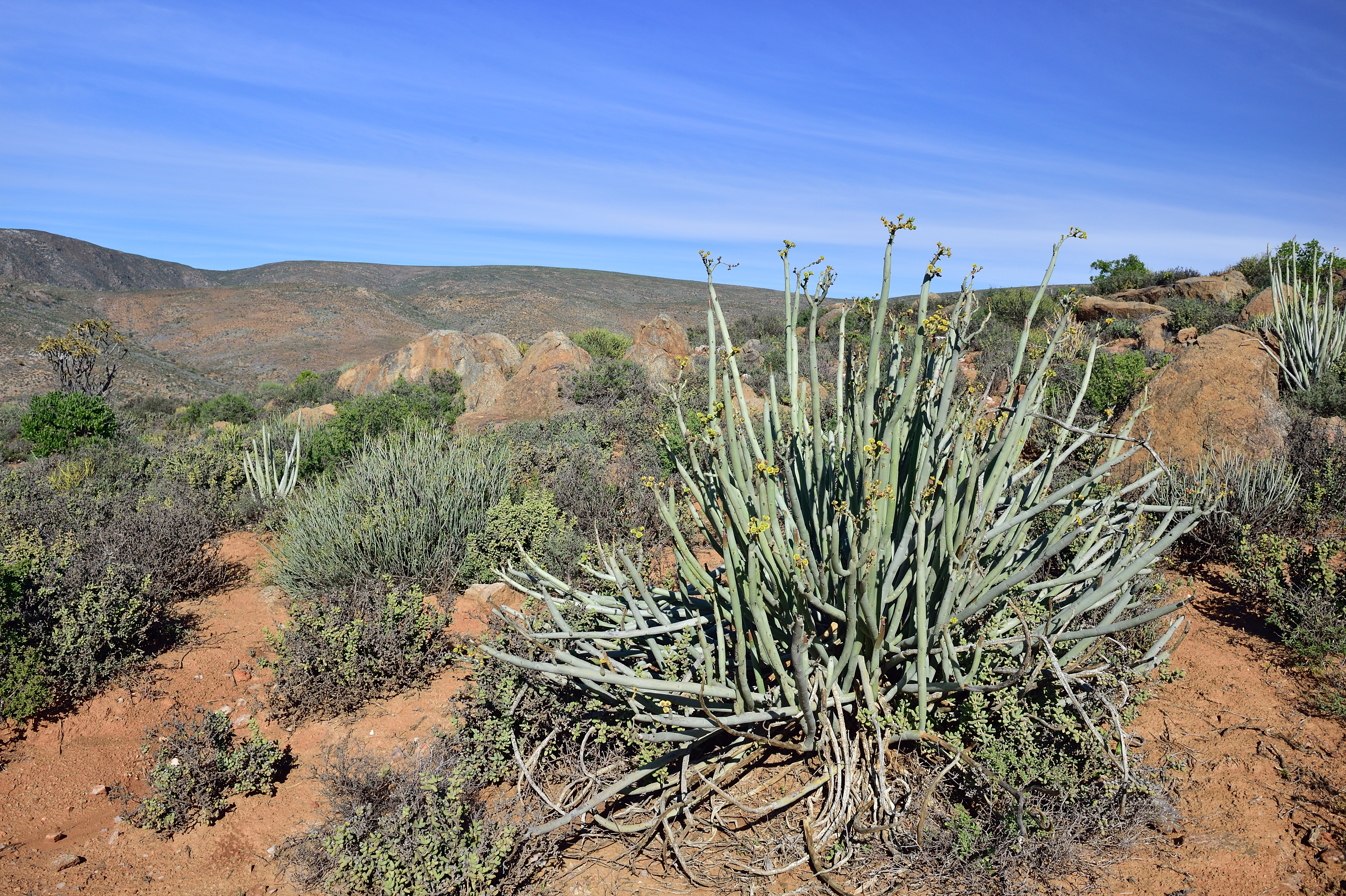
غطاء نباتي

## المناخ
المناخ في صحراء ريشترسفيلد هو مناخ قاس مع درجات حرارة تصل إلى 53 درجة مئوية بعد أن سجلت في منتصف الصيف، أما الليل فهو بارد ويحمل معه الكثير من قطرات الندى الكثيف.

## الحياة الفطرية
تضم الحديقة الوطنية في صحراء ريشترسفيلد العديد من الطيور البرية والصحراوية، فضلا عن مجموعة متنوعة من الحيوانات بما فيها وحيد القرن الرمادي، دويلكر، ستينبوك، كيلبس برينغر، كودو، الحمار الوحشي، قرد البابون، قرد الفرفت، الوشق، النمر.
تضم الحديقة الوطنية أيضا حوالي 650 نوع من النباتات، هذه الحديقة تضم أيضا أكبر تنوع في العالم نباتي في العالم، والذي يشكل مثالا لواحد من أهم النظم البيئية الكبرى في العالم في منطقة كارو.

## الثقافة
ويسكن في منطقة صحراء ريشترسفيلد شعب ناما الأفريقي ويعيش بها أيضا شعوب صغيرة أخرى، ويمثل المجتمع المحلي المنطقة بأسرها، وتدار الحديقة الوطنية بالتعاون مع إدارة الحدائق الوطنية في جنوب أفريقيا، وهي مسؤولة أيضا عن إدارة مواقع التراث العالمي، يتم استخدام الرعاة الرحل في المناطق التقليدية لممارسة نمط حياتهم القديمة وممارسة طقوسهم الثقافية.
وهناك نوع من النبات يسمى التيكونيكال منتشر بكثره في تلك الصحاري

## روابط خارجية
- Richtersveld National Park and the Orange River
- Ai-|Ais/Richtersveld Transfrontier National Park
- The Richtersveld Community Conservancy, core of the World Heritage Site
- A mini travel portal for those considering to visit the Richtersveld.
- The Richtersveld Municipality website.